# Association des haras nationaux européens
L'Association des haras nationaux européens (en anglais : European State Studs Association, abrégé ESSA) est une association ayant vocation à regrouper les haras nationaux du sol européen, et à les représenter et les défendre auprès des institutions européennes. Son siège est hébergé au haras national de Marbach.

## Histoire
L′European State Studs Association est créée en 2008, mais les directeurs des haras nationaux d'Europe avaient l'habitude de se réunir et d'échanger depuis 2003 : la création de l'ESSA n'est qu'une officialisation de ces échanges réguliers. En 2010, une thèse de doctorat portant sur l'organisation des haras nationaux d'Europe est publiée par Ann-Cathrin Doelzer pour soutenir le travail de l'ESSA.
La conférence et l'assemblée générale de l'ESSA en 2017 se sont tenues à Ypäjä en Finlande, puis à Kladruby nad Labem en République Tchèque, en 2018.

## Objectifs et organisation
L'ESSA met en commun les expériences des haras membres, et leur permet d'affronter des difficultés communes. Son comité directeur compte un président, un vice-président, un trésorier, et des membres. Ils défendent la vocation patrimoniale des haras nationaux européens, chargés de préserver et de perpétuer les savoirs équestres, et de préserver les races d'équidés menacées. Un certain nombre des haras membres sont des bâtiments historiques, de par leur ancienneté.
Le Haras national de Marbach, en Allemagne, héberge le siège de l'association.

## Haras membres
L'ESSA regroupe 30 haras nationaux adhérents en 2022, issus de 15 pays européens. Cela inclut le Haras national du Pin, le Haras national de Pompadour, le Haras national suisse, le Haras national de Marbach, le Haras national de Bábolna et le Haras national de Janów Podlaski.